# Rotbauchkolibri
Der Rotbauchkolibri (Boissonneaua matthewsii) oder manchmal auch Zimtschwanzkolibri oder Kastanienbrustkolibri  ist eine Vogelart aus der Familie der Kolibris (Trochilidae). Die Art hat ein großes Verbreitungsgebiet, das etwa 614.000 Quadratkilometer in den südamerikanischen Ländern Peru, Ecuador und Kolumbien umfasst. Der Bestand wird von der IUCN als „nicht gefährdet“ (least concern) eingeschätzt.

## Merkmale
Der Rotbauchkolibri erreicht eine Körperlänge von etwa 10,5 bis 12 Zentimetern. Der gerade, relativ dicke Schnabel wird ca. 18 Millimeter lang. Die Oberseite ist glänzend grün, wobei der Kopf noch auffälliger grün funkelt. Postokular (hinter den Augen) hat der Kolibri einen eher unauffälligen sandfarbenen Fleck. Der Flügelbug und das Unterteil des Flügels sind rotbraun gefärbt. Der Hals funkelt grün. Der Rest der Unterseite ist kastanienbraun. Die inneren Steuerfedern sind kupferbraun und werden auch außen rotbraun. Das Weibchen ist sehr ähnlich, hat aber gelbbraune Spritzer am Hals und die Unterseite scheint etwas blasser.

## Habitat

Verbreitungsgebiet des Rotbauchkolibris

Der Rotbauchkolibri bewegt sich im Kronenbereich feuchter Wälder sowie an Waldrändern. Er ist in Höhen von 1200 und 3700 Metern zu beobachten. Die Wälder, in denen er beheimatet ist, gehören zu den subtropischen bis moderaten Klimazonen. Man findet ihn sowohl an den West-, als auch an den Osthängen der Anden. In Peru ist er in den gesamten Zentralanden südlich von Cajamarca bis Cuzco präsent. In Ecuador hat man ihn westlich des Chimborazo und in den Provinzen El Oro und Loja beobachtet. Am häufigsten kommt er aber in den Höhenlagen der Cordillera del Cóndor vor. In Kolumbien ist er am südlichen Ende der Anden in den Provinzen Putumayo und Nariño präsent.

## Verhalten
Der Rotbauchkolibri ist an Blüten relativ territorial. Die Blüten, die er anfliegt, befinden sich im mittleren und oberen Bereich der Baumkronen. Er jagt Insekten, denen er gelegentlich hinterherstürmt. Trotz seines beachtlichen aggressiven Verhaltens, sammelt er auch zusammen mit anderen Kolibris an blühenden Bäumen. Vorzugsweise klammert er sich während der Nahrungsaufnahme fest und spreizt dabei die Flügel.

## Unterarten
Von der Art ist bisher keine Unterart bekannt. Sie gilt daher als monotypisch.

## Etymologie und Forschungsgeschichte
Jules Bourcier beschrieb den Kolibri  unter dem Namen Trochilus Matthewsii. Erst später wurde er der Gattung Boissonneaua Reichenbach, 1854 zugeordnet. Das Typusexemplar stammte aus Peru und vom Botaniker Alexander Mathews (1801–1841) gesammelt. Der Gattungsname Boissonneaua wurde zu Ehren des Okularisten, Ornithologen und Naturalienhändlers Auguste Boissonneau vergeben. Das Artepitheton ist seinem Sammler gewidmet.